# 洪庆 (1976年)
洪庆（中国朝鲜语：／ Hong Gyeong；1976年11月—），男性，朝鲜族，中共党员，研究生学历。中华人民共和国政治人物。中共第二十届中央候补委员。

## 个人经历
洪庆早年就读于东北师范大学，1999年毕业后留校任职，先后出任东北师范大学政法学院团委书记、学生党支部书记、辅导员、升任校团委副书记兼机关第二党总支部书记，期间，洪庆曾在东北师范大学政法学院政治学理论专业研究生在职学习，并获得法学硕士学位。2006年升任共青团吉林省委少年部部长。2007年改任共青团吉林省委统战联络部部长、省青联秘书长，期间下放地方，在延边州图们市挂职任副市长，并在母校东北师范大学经济学院世界经济专业研究生在职学习，2013年毕业获得经济学博士学位。2011年升任共青团吉林省委副书记、省青联常务副主席。
2011年，洪庆再度下放延边州，先后出任该州副州长、中共延边州委常委、副书记、纪委书记、州监察委员会主任。并于2017年5月当选为第十一届吉林省纪委委员。
2019年7月，洪庆兼任延边州首府延吉市委书记，2021年11月，出任延边州人民政府州长。